# 召都巴镇
召都巴镇，是中华人民共和国辽宁省朝阳市龙城区下辖的一个乡镇级行政单位。

## 行政区划
召都巴镇下辖以下地区：
召都巴村、杠头沟村、瓦盆沟村、厚杖子村、黄酒馆村、尹杖子村、烧锅村、宋杖子村、土城子村、刘杖子村和李杖子村。